# Герман Штаудінгер
Ге́рман Шта́удінгер (нім. Hermann Staudinger; 23 березня 1881, Вормс — 8 вересня 1965, Фрайбург) — німецький хімік, лауреат Нобелівської премії.

## Біографія

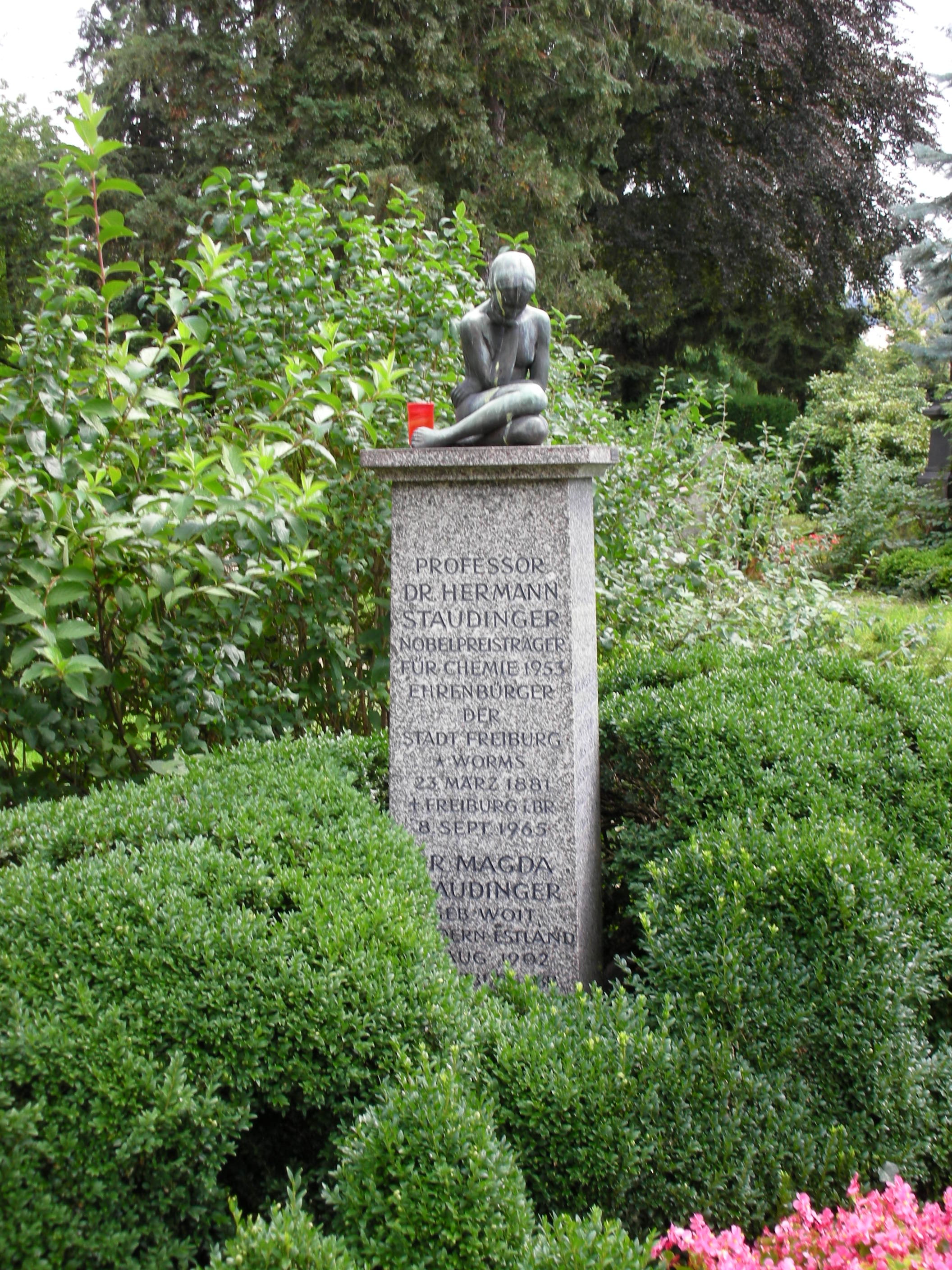
Надгробний пам'ятник Германа Штаудінгера

Герман Штаудінгер народився у Вормсі, в сім'ї професора філософії Франца Штаудінгера і Августи (Венк) Штаудінгер. Штаудінгер вирішив стати ботаніком, але батько порадив йому перш вивчити хімію, вважаючи, що знання цього предмета стане в пригоді Штаудінгеру в обраній професії. Штаудінгер розпочав вивчати хімію в Галльському університеті, в Німеччині, в 1899 році, відразу після закінчення гімназії у Вормсі. Проте невдовзі, коли його батько дістав викладацьку посаду в Технічному університеті в Дармштадті, перейшов вчитися туди. Потім на короткий період часу був Мюнхенський університет, потім — повернення в Галльський. У Гальську університеті під керівництвом Даніеля Форландера Штаудінгер написав дисертацію про малонові ефіри ненасичених сполук і в 1903 році здобув докторський ступінь з органічної хімії. Після здобуття цього ступеня Штаудінгер обійняв посаду асистента Йоганнеса Тила, провідного вченого в галузі хімії ненасичених органічних сполук у Страсбурзькому університеті. 1912 року Штаудінгер став наступником Ріхарда Вільштеттера в престижному Федеральному технологічному інституті Цюриха. У 40-х роках для Штаудінгера був створений науково-дослідний інститут макромолекулярної хімії при Фрайбурзькому університеті. 1951 року він вийшов у відставку з Фрайбурзького університету, ставши на чолі Науково-дослідного інституту макромолекулярної хімії. Цю посаду обіймав Штаудінгер до 1956 року. Помер учений у Фрайбурзі 8 вересня 1965 від хвороби серця.

## Нагороди
У 1953 році, через чверть століття після здійсненої вченим великої роботи, Штаудінгеру була присуджена Нобелівська премія з хімії «за дослідження в області хімії високомолекулярних речовин». Можливо, той факт, що Штаудінгер так пізно був удостоєний звання Нобелівського лауреата, є показником суперечностей, викликаних висунутої ним теорією. У своїй Нобелівській лекції «макромолекулярна хімія» Штаудінгер сказав: «У світлі нових знань в області макромолекулярної хімії диво життя в її хімічному аспекті відкривається в дивовижному багатстві та досконалій макромолекулярній архітектурі живої матерії». Шкода, що для Штаудінгера зовсім непоміченим пройшла подія, що трапилася вісьмома місяцями раніше і як би стало зримим підтвердженням вимовлених ним слів: Джеймс Ватсон і Френсіс Крік опублікували звіт про структуру подвійної спіралі молекули ДНК.
Крім Нобелівської премії, Штаудінгер був удостоєний багатьох нагород. У їх числі медаль Еміля Фішера Німецького хімічного товариства (1930), медаль Леблана Французького хімічного товариства (1931) і премія Станіслава Канніццаро Італійської національної академії наук (1933). Він був почесним доктором Технічного університету в Карлсруе (в області інженерної справи) та університету в Майнці (галузі природничих наук).

## Родина
1927 року Штаудінгер одружився з Магдою Войт, яка була спеціалістом з фізіології рослин, ставши йому надійним товаришем у роботі. Дітей у подружжя не було.